# Faramea crassifolia
Faramea crassifolia är en måreväxtart som beskrevs av George Bentham. Faramea crassifolia ingår i släktet Faramea och familjen måreväxter. Inga underarter finns listade i Catalogue of Life.